# Старо Брезје
Старо Брезје (словен. Staro Brezje) је насељено место у општини Кочевје, регија Југоисточна Словенија, Словенија.

## Историја
До територијалне реорганизације у Словенији било је у саставу старе општине Кочевје.

## Становништво
У попису становништва из 2011. године, Старо Брезје је имало 4 становника.
| Број становника према пописима | Број становника према пописима | Број становника према пописима |
| ------------------------------ | ------------------------------ | ------------------------------ |
| 1991                           | 2002                           | 2011                           |
| 1                              | 4                              | 4                              |